# Flash Fiction
Als Flash Fiction, auch Sudden Fiction oder Fast Fiction, wird eine literarische Gattung bezeichnet, die ihren Ursprung in anglo-amerikanischen short stories hat. Der Name Flash Fiction entstammt der gleichnamigen Werkesammlung der Autoren James Thomas, Denise Thomas und Tom Hazuka, die 1992 veröffentlicht wurde.

## Kennzeichen
Das besondere Kennzeichen von Flash Fiction ist ihre Kürze. Obwohl es kein generell festgelegtes Wortlimit gibt, werden short stories in der Regel als Flash Fiction bezeichnet, wenn eine Länge von 1.000 bis 2.000 Wörtern nicht überschritten wird. Die Mehrzahl der Flash-Fiction-Stories hat 250 bis 1.000 Wörter. Traditionelle short stories umfassen im Gegensatz dazu durchschnittlich 2.000 bis 20.000 Wörter.
Trotz dieser relativen Kürze enthalten Flash-Fiction-Stories die Elemente der klassischen Kurzgeschichte: Protagonist, Konflikt, Hindernis und Komplikation sowie die Lösung. Allerdings sind Flash-Fiction-Autoren durch die limitierte Wortzahl gezwungen, einige dieser Elemente nur schlaglichtartig zu behandeln und im Handlungsablauf nur anzudeuten. Dieses Prinzip wurde durch die wahrscheinlich fälschlich Ernest Hemingway zugeschriebene Geschichte six-word flash zum Extrem gebracht:
„For sale: baby shoes, never worn.“

## Literarische Wurzeln und Entwicklung
Die Wurzeln der Flash Fiction gehen zurück bis zu den Fabeln des Aesop, erste größere Bekanntheit gewannen „sehr kurze Kurzgeschichten“ durch Anton Tschechow, O. Henry, Franz Kafka, H. P. Lovecraft und Ray Bradbury. Einen regelrechten Boom erlebte die neue Gattung durch das Internet, aber auch durch die Veröffentlichung vieler Flash-Fiction-Stories in Literaturmagazinen und Tageszeitungen. Darüber hinaus wurden beginnend mit dem ersten Werk des Jahres 1992 zahlreiche Werksammlungen und Schreibanleitungen zum Thema Flash Fiction veröffentlicht.

## Weiterentwicklungen
Das Prinzip der Flash Fiction fand zahlreiche Anhänger. Viele Autoren versuchten, das Flash-Fiction-Prinzip auf die Spitze zu treiben und komplette Handlungsabläufe in immer kürzeren Texten darzustellen. Diese Werke werden gemeinhin als Nanofiction oder Microfiction bezeichnet. 
Es gibt auch vereinzelte Flash-Fiction-Ansätze, bei denen die technische Begrenzung von SMS- oder Twitter-Mitteilungen als Rahmen für eine gesamte Geschichte genutzt werden. Eines der ersten Literaturprojekte, bei dem mehrere deutschsprachige Autorinnen und Autoren das Erzählpotential von 160 SMS-Zeichen ausloteten, trug den Titel „SMServices-Text on Demand“. In Deutschland ist dies nachzulesen auf dem Twitter-Account @tiny_tales von Florian Meimberg. Ein weiterer Begriff, der die faktische Begrenzung zu einem literarischen Rahmen macht, ist Postcard Stories.